# Drymarchon corais
Drymarchon corais, popularmente chamada de papa-pinto, entre outros nomes, é uma serpente da família Colubridae encontrada em áreas abertas e florestadas da América do Sul.
É uma espécie considerada de grande porte, geralmente medindo de um a dois metros de comprimento, com dorso cinza a preto anteriormente e amarelado posteriormente. Não apresentam risco às pessoas, por não ser peçonhenta.
Apesar do nome sugerir uma alimentação especializada em aves, trata-se de uma espécie generalista, consumindo diversos tipos de presas.

## Etimologia
O nome Drymarchon advém das palavras gregas “drymos”, que significa floresta e “archon”, que refere-se a um governante ou soberano, dando a este gênero de serpentes o nome de "soberana da mata”. O nome específico corais refere-se ao termo grego “corax” que significa corvo, devido à coloração escura das escamas anteriores, assim como as penas da ave.
O nome popular "papa-pinto" tem provavel origem nos hábitos alimentares desta serpente que pode consumir aves, comportamento mais facilmente observável quando se alimenta de aves domésticas como galinhas.

## Taxonomia e sistemática
Drymarchon corais pertence à família Colubridae. Por muito tempo, foi considerada como a única espécie do gênero Drymarchon, possuindo várias subespécies, que posteriormente foram elevadas ao nível de espécie (e.g., D. couperi, D. melanurus e D. margaritae). além de descrição de novas espécies como D. caudomaculatus e D. kolpobasileus.

## Distribuição geográfica
Drymarchon corais tem ampla distribuição na América do Sul ao leste da Cordilheira dos Andes, estando presente em Trindade e Tobago, Colômbia, Venezuela, Guiana, Suriname, Guiana Francesa, Equador, Peru, Brasil, Paraguai e nordeste da Argentina. A espécie é conhecida para maior parte do território brasileiro, não havendo registros apenas nos estados do Espírito Santo, Rio de Janeiro e na Região Sul.
Devido à sua ampla distribuição, a espécie acaba ocorrendo em diferentes tipos de ambientes, incluindo florestas densas, matas de galeria, savanas e semiáridos. Dos biomas brasileiros a espécie ocorre na Amazônia, Caatinga, Cerrado, Pantanal e Mata Atlântica.

## Biologia e história natural
É uma serpente considerada de grande porte; os indivíduos maduros atingem um peso corporal acima de 250g e comprimento acima de um metro, geralmente variando entre um e dois metros e o maior indivíduo registrado mediando 2,95 metros. A espécie não apresenta dimorfismo sexual muito marcado, de forma que machos e fêmeas possuem tamanhos próximos. Entretanto, forte dimorfismo foi registrado para D. couperi, na qual os machos são maiores que as fêmeas, característica possivelmente compartilhada com outras espécies do gênero.
Drymarchon corais não possui presas nem glândulas especializadas para inoculação de peçonha, sendo sua dentição caracterizada como áglifa. Portanto, é uma espécie não peçonhenta, mas que pode desferir botes e morder.
A coloração dos indivíduos de Drymarchon corais pode variar, mas segue um padrão no qual o dorso tem escamas mais escuras de cor preta ou índigo, com a parte ventral sendo composta por escamas amareladas. As escamas mais posteriores são mais claras, e de tom amarelado, tanto dorso quanto no ventre, com a possibilidade de alguns indivíduos apresentarem anéis pouco definidos formados por escamas escuras. A coloração da cabeça geralmente é amarelada, assim como o ventre, mas indivíduos diferentes podem apresentar algumas escamas mais escuras.

## Reprodução e ciclo de vida
Não há informações concretas sobre combate entre machos da espécie pelo acesso a fêmeas, mas este comportamento é comum em outras serpentes com baixo grau de dimorfismo sexual ou com machos maiores que as fêmeas. Portanto, é possível que combates ritualísticos ocorram entre machos de D. corais.
Drymarchon corais é uma espécie ovípara, com número de ovos por ninhada variando de 3 a 12 (em média 4). O tamanho da ninhada, contudo, não parece variar em função do tamanho da mãe, ou seja, fêmeas maiores não necessariamente produzem mais ovos.
A dissecação de espécimes de coleções científicas mostra que as fêmeas de D. corais possuem folículos vitelogênicos durante quase todo ano (fevereiro a novembro), com a maior média de folículos documentados para os meses de junho e julho e a maior média de ovos para agosto. Isso sugere que as fêmeas possuem um ciclo reprodutivo semi-sazonal, com postura dos ovos na estação seca e os filhotes eclodindo no início da estação chuvosa. O ciclo dos machos não foi estudado.

## Alimentação
O nome popular mais difundido da espécie (papa-pinto) pode vir a sugerir que os hábitos alimentares de Drymarchon corais são restritos ao consumo de filhotes de aves, mas isso não é verdade. Os indivíduos da espécie possuem uma alimentação generalista, que inlcui anfíbios, serpentes, lagartos, aves, ovos e pequenos mamíferos. Entre as presas já registradas para a espécie estão, Rhinella marina,  Leptodactylus knudseni, Epicrates cenchira, Leptodeira annulata, Lachesis Muta, Ameiva ameiva, Tropidurus hispidus, Leposternon polystegum, Calomys expulsus e ovos repteis e aves.
Os indivíduos da espécie forrageiam durante o dia ativamente em busca de suas presas, ou seja, se movem em um determinado território à procura de alimento, ao invés de ficarem parados camuflados esperando para emboscar a presa. Com base em observações de campo, foi sugerido que, embora D. corais tenha hábitos diurnos, caça presas noturnas enquanto estas estão descansando ou escondidas durante o dia.
Não parece haver forte distinção entre a dieta de indivíduos jovens e adultos de D. corais (ou seja, não há variação ontogenética na dieta), mas apenas uma tendência dos juvenis se alimentarem de presas de corpo alongado, como cobras e lagartos, e passarem para uma dieta mais generalista conforme crescem.

## Comportamento
Essa espécie tem tanto hábitos terrícolas como semiarborícolas, podendo ser encontrada ao nível do solo ou em árvores. Sua alimentação corrobora essa informação, pois inclui tanto espécies terrestres quanto arborícolas.
Quando se sentem sob ameaça, os indivíduos de D. corais podem reagir com comportamentos de intimidação como achatamento lateral do corpo e inflar a parte anterior do corpo a fim de parecerem maiores e mais intimidantes. Também podem vibrar a cauda e fazer movimentos bruscos da cabeça e parte anterior do corpo, a fim de afugentar o que consideram uma ameaça. As D. corais também podem fazer descargas cloacais, ou seja, eliminação de fezes, urina e outros compostos para desencorajar o predador. Por fim, mesmo não possuindo peçonha, essas serpentes podem dar botes e morder quando ameaçadas.

## Conservação
Em nível global o estado de conservação da espécie está atualmente classificado pela União Internacional para a Conservação da Natureza (IUCN), como sendo pouco preocupante devido à sua grande distribuição geográfica, ocorrendo em múltiplas áreas protegidas, e pela falta de grandes ameaças que afetem suas populações. Um parecer similar é dado pela edição mais recente do Livro Vermelho da Fauna Brasileira Ameaçada de Extinção (2018) classifica a serpente como não ameaçada.
Apesar de globalmente e no Brasil D. corais ser considerada como em pouco risco, certas populações da espécie estão sob ameaça. É considerada ameaçada de extinção na Argentina, onde há raros registros da serpente, e possivelmente em declínio em Trindade e Tobago, devido à introdução de mangustos (Herpestes auropunctatus) na ilha.